# Pelusios castaneus
Espèce
Synonymes
- Emys castanea Schweigger, 1812
- Sternothaerus leachianus Bell, 1825
- Sternotherus derbianus Gray, 1844
- Sternotherus nigricans seychellensis Siebenrock, 1906
- Pelusios seychellensis (Siebenrock, 1906)

Statut de conservation UICN

 NE  : Non évalué
Pelusios castaneus est une espèce de tortues de la famille des Pelomedusidae, originaire d'Afrique. Elle est parfois appelée Péluse de Schweigger.

## Dénominations
Son nom de Péluse de Schweigger vient de sa description par August Friedrich Schweigger, un naturaliste allemand, en 1812. Souvent désignée par des noms erronés, elle est souvent présentée sous le nom de Pelusios niger et Pelusios subniger. Elle est parfois désignée sous le nom de tortue à clapet, en référence à son plastron articulé.

## Caractéristiques
Cette Pelusios est très commune. C’est une tortue aquatique dépassant rarement les 25 cm. Son plastron, de couleur variable, de brun jaunâtre à brun olivâtre, brun sombre ou noir, est articulé et peut se refermer comme une boîte.
Pour différencier les male des femelle, on regarde sur la queue. A partir de l'âge adulte on sera au positionnement de sont anus (au bout ou vers le plastron)

## Écologie et comportement
Carnivore, cette tortue s'alimente facilement de poissons, de vers, d'insectes et de petits mollusques.

## Habitat et répartition
Cette espèce se rencontre dans les mares et les marécages d'Afrique de l'Ouest : au Sénégal, au Cap-Vert, en Guinée-Bissau, en Guinée, au Liberia, en Sierra Leone, en Côte d'Ivoire, au Burkina Faso, au Ghana, au Bénin, au Togo, au Cameroun, au Mali, en Guinée équatoriale, au Nigeria, à Sao Tomé-et-Principe, au Gabon, au Congo-Brazzaville, en République centrafricaine, au Congo-Kinshasa et en Angola.
Elle se rencontre aussi en Guadeloupe et en Martinique où elle a été introduite,.

## Classification
Pelusios castaneus est une espèce de tortues de la famille des Pelomedusidae.

### Liste des sous-espèces
Selon TFTSG (23 juin 2014) :
- Pelusios castaneus castaneus (Schweigger, 1912)
- †Pelusios castaneus seychellensis (Siebenrock, 1906)

### Pelusios castaneusetPelusios seychellensis

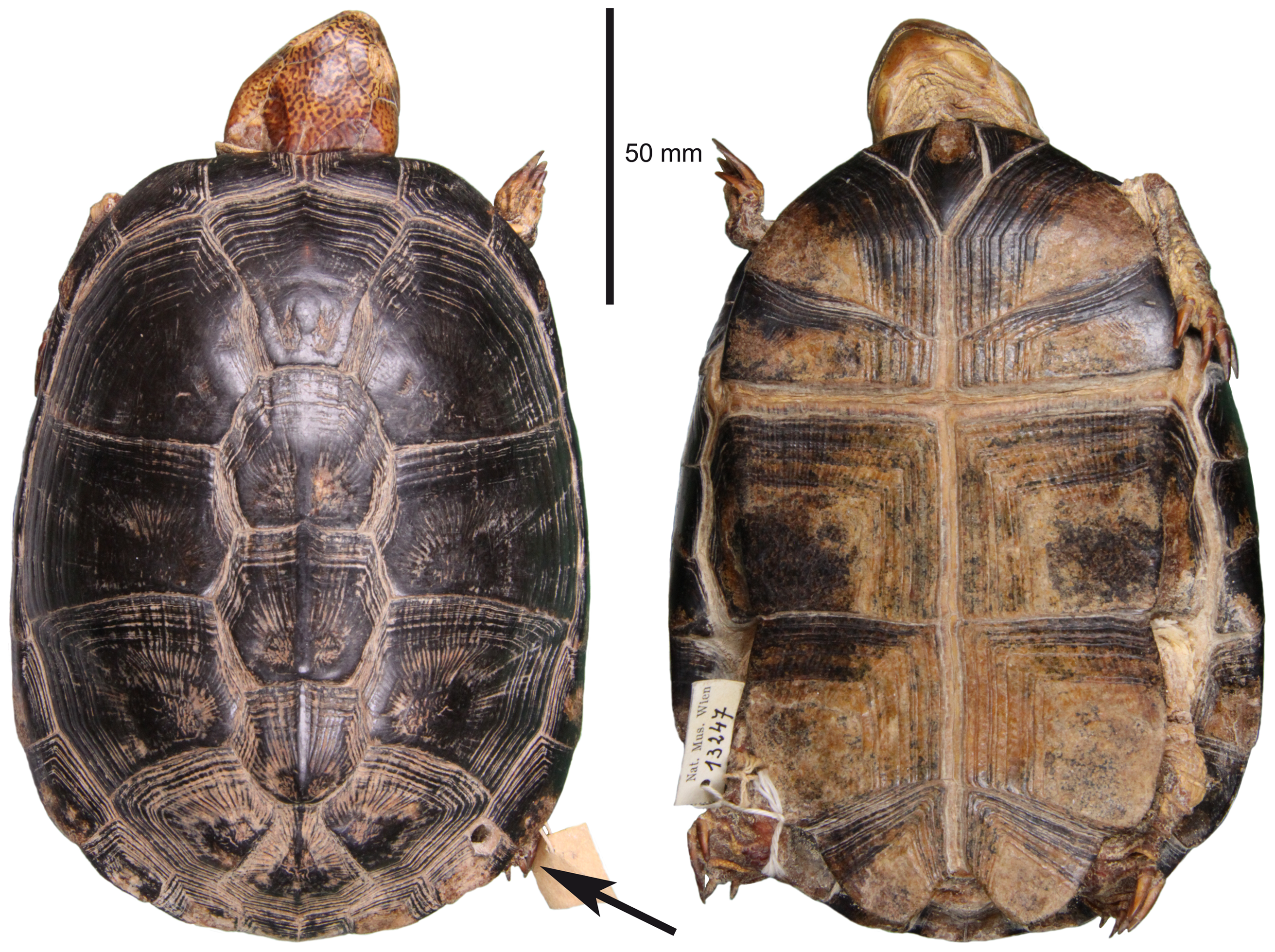
L'un des trois spécimens désignés sous le nom « Pelusios seychellensis ».

Pelusios seychellensis est le nom binomial donné à une supposée espèce de tortue de la famille des Pelomedusidae jusqu'en 2013. Décrite en 1906 d'après trois spécimens supposés prélevés aux Seychelles, cette espèce, décrite comme endémique de Mahé, est considérée comme éteinte en 2003 après de nombreuses années de recherches de la survie d'autres individus.
En 2013, des recherches sur l'ADN des restes des tortues de 1895 conservés au muséum d'histoire naturelle de Vienne en Autriche et au musée zoologique de Hambourg (de) en Allemagne concluent qu'il s'agit en réalité de trois spécimens de Pelusios castaneus, non originaires des Seychelles mais d'Afrique occidentale. Toutefois, Roger Bour (de) en 1983 avait noté des différences morphologiques significatives et en 2013, il estime que ce taxon pourrait résulter d'une introduction préhistorique dans les Seychelles.

## Relations avec l'espèce humaine
Cette espèce de péluse n'est pas listée dans les annexes de la CITES, son commerce n'est donc pas réglementé par cette convention internationale.
Ce taxon n'a pas été évalué par l'Union internationale pour la conservation de la nature, son statut de conservation est donc inconnu.

## Publications originales
- Schweigger, 1812 : Prodromus Monographia Cheloniorum auctore Schweigger. Königsberger Archiv für Naturwissenschaft und Mathematik, vol. 1, p. 271-368 & 406-458 (texte intégral).
- Siebenrock, 1906 : Schildkröten von Ostafrica and Madagaskar. Reise in Ost-Afrika in den Jahren 1903-1905 mit Mitteln der Hermann und Elise geb. Heckmann-Wentzel-Stiftung. Wissenschaftliche Ergebnisse. Systematischen Arbeiten, Stuttgart, vol. 2, no 1, p. 1-40 (texte intégral).